# シタラマサコ
シタラ マサコ（1984年（昭和59年）8月17日 - ）は、日本の漫画家。埼玉県皆野町出身。血液型はA型。

## 経歴
2008年（平成20年）、『はらって椿ちゃん』でりぼん漫画スクール2008年7月度準りぼん賞を受賞。その後、『りぼんスペシャル』2008年（平成20年）夏休み大増刊号にて同作でデビュー。
以降、集英社と秋田書店の少女漫画雑誌を中心に活動している。

## 作品リスト
- はらって椿ちゃん（集英社『りぼんスペシャル』2008年夏休み大増刊号 - 2009年春の大増刊号）
- セーラーズエンジェル（秋田書店『月刊プリンセス』2009年7月号 - 2014年3月号）
- ギャルジャポン（集英社『別冊マーガレット』2010年8月号 - 2017年9月号[1]、『ザ マーガレット』2011年2月号 - 連載中、『デジタルマーガレット』 - 2020年12月1日配信[2]、『bianca』2012年1号[3] - 2号[4]、2013年3号[5]）
  - ギャル男君主（集英社『別冊マーガレット』2013年12月号[6]、2014年2月号別冊ふろく『BETSUMA 50TH ANNIVERSARY SPECIAL TRIBUTE VOL.2』、幸田もも子との合作）
  - 帰ってきたギャル男君主（集英社『別冊マーガレットSister』2014年8月増刊夏号、幸田もも子との合作）
  - 俺ジャポン!![7]（集英社『別冊マーガレットSister』2014年4月春号）
- 東遊記（秋田書店『プリンセスGOLD』2011年4月号 - 2014年12月号）
- 恋する晩ごはん（秋田書店『プレイコミック』2014年1月号[8]）
- 恋する喫茶店（秋田書店『プレイコミック』2014年2月号 - 4月号）
- 何してんの神様（集英社『ミラクルジャンプ』2014年9月号[9] - 2017年1月号）
- 美少女戦士だった人。（秋田書店『プリンセスGOLD』2015年2月号 - 2016年9・10月号）
  - 美少女戦士だった人。zero（集英社『YOU』2017年4月号[10] - 2018年11月号[11]）
- あらぶりっ!!（集英社『YOU』2015年5月号[12] - 2016年1月号）
- おそ松さん（原作：赤塚不二夫、集英社『YOU』2016年2月号[13] - 2018年11月号[14]、『Cookie』2019年1月号[15] - 2021年1月号[16]、『ザ マーガレット』2019年4月号 - 連載中）
  - サモ松さん（集英社『ジャンプGIGA』2016年Vol.2、沼駿との合作）
  - VS.こち亀 こちら葛飾区亀有公園前派出所アンソロジー『〜6子の童貞VS.こち亀女子 魂の合コン〜』（集英社、小説：石原宙、扉イラスト：浅野直之、原作：秋本治）
- 幼なじみが最恐（秋田書店『月刊少年チャンピオン』2016年9月号[17]）
- 婚活大陸（集英社『Cocohana』2018年1月号[18] - 2020年4月号[19]）
- ラブ解き♡別マ探偵団（集英社『別冊マーガレット』2020年4月号[20] - 2022年12月号）
- 超恋のGEMINI[21]（集英社『別冊マーガレット』2020年8月号）
- 毘沙門さんちの天邪鬼（集英社『別冊マーガレット』2020年11月号[22] - 2021年10月号）
- 1,000円のしあわせ（原作：早川光、『オフィスユー』2023年10月号[23]、2024年1月号[24] - ）
- ポンコツ5（『ジャンプTOON』2025年3月11日[25] - ）

### アンソロジー
- 東日本大震災チャリティー漫画本 PARTY! HANA[26][注 1]（2011年8月5日発売[27]、メディアパル、ISBN 978-4-89610-201-7）
  - ギャルジャポン[28]（描きおろし）

## 関連人物
- 二ノ宮知子[29] - アシスタント経験先。